# Relaciones Marruecos-Venezuela
Las relaciones Marruecos-Venezuela se refieren a las relaciones internacionales que existen entre Marruecos y Venezuela.

## Historia
Marruecos desconoció los resultados de las elecciones a la Asamblea Nacional Constituyente de Venezuela de 2017 y los resultados de las elecciones presidenciales de Venezuela de 2018, donde Nicolás Maduro fue declarado como ganador.[cita requerida]
En 2019, durante la crisis presidencial de Venezuela, Marruecos reconoció a Juan Guaidó como presidente de Venezuela.